# Silvano Abbà
Silvano Abbà, född 3 juli 1911 i Rovigno, död 24 augusti 1942 nära Stalingrad, var en italiensk femkampare.
Abbà blev olympisk bronsmedaljör i modern femkamp vid sommarspelen 1936 i Berlin.